# Cantonul Pleumartin
Cantonul Pleumartin este un canton din arondismentul Châtellerault, departamentul Vienne, regiunea Poitou-Charentes, Franța.

## Comune
- Chenevelles
- Coussay-les-Bois
- Leigné-les-Bois
- Lésigny
- Mairé
- Pleumartin (reședință)
- La Puye
- La Roche-Posay
- Vicq-sur-Gartempe